# Natalus jamaicensis
Natalus jamaicensis es una especie de murciélago de la familia Natalidae.

## Distribución geográfica
Es endémica de Jamaica.